# Roberto Paulino
Antônio Roberto de Sousa Paulino (Guarabira, 20 de julho de 1951) é um político brasileiro, ex-governador da Paraíba.
Filiado ao MDB e nascido em Guarabira, aonde é considerado uma liderança política expressiva, Paulino foi prefeito de sua cidade natal por duas vezes, (1977-1983 e 1989-1992), em 1994 é eleito deputado federal, tendo mandato entre 1995 e 1998 e se firmando assim no cenário político estadual. 
Entre 1999 e 2002, foi vice-governador da Paraíba durante o segundo governo de José Maranhão. Em 2002, com Maranhão tendo renunciado ao governo da Paraíba para candidatar-se a senador, assume o posto de governador do estado. No mesmo ano, concorre a reeleição. Tendo o deputado estadual Gervásio Maia como vice-governador, leva a disputa para o segundo turno, mas acaba sendo derrotado, por uma diferença pequena, para Cássio Cunha Lima.

## Vida pós-governo
Após a eleição para governador em 2002, manteve alto prestígio político em seu estado. Sua esposa, Fátima Paulino foi eleita e reeleita prefeita de Guarabira em 2004 e 2008, respectivamente. Seu filho, Raniery Paulino é deputado estadual na Paraíba desde 2007, sendo reeleito nas eleições de 2010, 2014 e 2018.
Foi novamente candidato a deputado federal em 2010, obtendo 41.053 votos, não foi eleito. Em 2014 foi mais uma vez candidato a vice-governador na chapa encabeçada por Vital do Rêgo Filho, do PMDB, ficando em terceiro lugar, com 106.162 (5,22%).
Em 2018 foi candidato a senador. Tendo como suplentes o advogado Higor Fialho e o ex-deputado Ariano Fernandes, obtiveram 262.998 votos (7,67%).
Em 2020 foi candidato a prefeito da sua cidade natal, Guarabira, para um terceiro mandato, sendo derrotado pelo atual prefeito, Marcus Diogo, que assumiu a prefeitura da cidade em 15 de Junho de 2020, antes das eleições municipais, em decorrência da morte do titular da última eleição, ocorrida em 2016, Zenóbio Toscano. Roberto Paulino obteve 10.908 votos, contra 14.646 do atual prefeito. 
Em 2021, Paulino foi nomeado pelo então Governador do Estado da Paraíba, eleito em 2020, Secretário Chefe da Secretaria do Governo do Estado do Paraíba. 
Em 2022 e em 2024 não concorreu a nenhum cargo eletivo.

## Ideologia
A ideologia pregada por Roberto Paulino, era uma sociedade e mercado liberais e tolerância zero contra criminosos. Apoiava a diminuição de maioridade penal, diminuição de impostos de mercados e desburocratização de centrais do livre comércio.

## Período 1977 até 1982
Foi um dos responsáveis a conseguir sanear 87% da Paraíba, com um investimento de pequenos impostos e do seu próprio dinheiro. Em 1981, criou o projeto Mercado Liberal, porém, foi rejeitado pelo congresso nordestino.